# 萬夔
萬夔（1492年—？），原名萬一夔，字大章，江西新建人，明朝政治人物。

## 生平
嘉靖元年（1522年）江西乡试第122名举人，二年（1523年），萬夔登癸未科会试第122名，三甲72名進士，歷官福建惠安、閩縣知縣。十一年十一月选授陕西道監察御史，十二年四月考察降调潜山知縣。嘉靖十七年，調任長洲縣知縣。

## 家族
曾祖萬文清。祖父萬明。父萬邦正。母凃氏。慈侍下。兄钟、镒、弟万镃。